# Колибець
Колибець (пол. Kołybiec, нім. Wiegenau) — село в Польщі, у гміні Вонґровець Вонґровецького повіту Великопольського воєводства.
Населення — 41 особа (2011).
У 1975-1998 роках село належало до Пільського воєводства.

## Демографія
Демографічна структура станом на 31 березня 2011 року:
|          | Загалом | Допрацездатний вік | Працездатний вік | Постпрацездатний вік |
| -------- | ------- | ------------------ | ---------------- | -------------------- |
| Чоловіки | 21      | 5                  | 11               | 5                    |
| Жінки    | 20      | 7                  | 11               | 2                    |
| Разом    | 41      | 12                 | 22               | 7                    |